# Ужа Тавастија
Ужа Тавастија (фин. Kanta-Häme, швед. Egentliga Tavastland) је округ у Финској, у јужном делу државе. Седиште округа је град Хеменлина, а значајан је и град Рихимеки.

## Положај округа
Округ Ужа Тавастија се налази у јужном делу Финске. Њега окружују:
- са севера: Округ Пирканска земља,
- са истока: Округ Пејенска Тавастија,
- са југа: Округ Нова земља,
- са запада: Округ Ужа Финска.

## Природне одлике
Рељеф: Округ припада историјској области Тавастији, где чини њену западну половину. У округу Ужа Тавастија преовлађују равничарска подручја, надморске висине 80-160 м.
Клима у округу Ужа Тавастија влада оштра Континентална клима.
Воде: Ужа Тавастија је унутаркопнени округ Финске. Међутим, у оквиру округа постоји низ ледничких језера, од којих је највеће Ванајавеси. Најзначајнија река је Лојмијоки на западу округа.

## Становништво
По подацима 2011. године у округу Ужа Тавастија живело је око 175 хиљаде становника. Од 2000. године број становника у округу лагано порастао.
Густина насељености у округу је 34 становника/км², што је двоструко више од државног просека (16 ст./км²). 
Етнички састав: Финци су до скора били једино становништво округа, али се последњих деценија овде населио и мањи број усељеника.

## Општине и градови
Округ Ужа Тавастија има 11 општина, од којих 3 носе звање града (означене задебљаним словима). То су:
| - Ипеје - Јанакала - Јокиојнен - Лопи - Рихимеки - Тамела | - Форса - Хатула - Хаусјерви - Хеменлина - Хумпила |

Градска подручја са више од 10 хиљада становника су:
- Хеменлина - 46.000 становника,
- Рихимеки - 26.000 становника,
- Форса - 19.000 становника.